# Ночето (Савона)
Ночето је насеље у Италији у округу Савона, региону Лигурија.
Према процени из 2011. у насељу је живело 20 становника. Насеље се налази на надморској висини од 601 м.